# Peter-Jürgen Boock
Peter-Jürgen Boock (n. 3 septembrie 1951, Garding, Republica Federală Germania, Germania) este un fost terorist vest-german, membru al organizației Rote Armee Fraktion.
I-a cunoscut pe Andreas Baader și Gudrun Ensslin în 1969, și s-a alăturat RAF-ului cu gruparea teroristă independentă pe care o crease în 1976.
S-a distanțat de RAF în 1980. Arestat în 1981 la Hamburg, a fost condamnat la închisoare pe viață. Eliberat în 1998.